# SKN St. Pölten
SKN St. Pölten (normalt bare kendt som St. Pölten) er en østrigsk fodboldklub fra byen Sankt Pölten. Klubben spiller i  Bundesliga, og har hjemmebane på NV Arena. Klubben blev grundlagt i 2000.